# ガレッジ ワザーランド
『ガレッジ ワザーランド』は、2006年4月3日から同年6月26日まで毎週月曜日 18:30 - 19:00 (JST) にテレビ東京系列局で放送されていたテレビ東京製作のバラエティ番組である。

## 番組内容
当初はガレッジセールとゲストで「ゴリチーム」「川田チーム」に分かれ、「スゴ技」を持った人（通称「テクニちゃん」）8名の中から顔とキャッチコピーだけで選択し、選ばれた「テクニちゃん」が「スゴ技」を披露した後で観客100人が1人1点の持ち点で採点。これを「ゴリチーム」「川田チーム」で合計4回繰り返し、合計点数の多かったほうが勝ちという対決形式で進行していた。なお、「テクニちゃん」は100点満点を獲得すれば宿泊券を獲得できた。
5月下旬から最終回までは、出場した「テクニちゃん」の「スゴ技」は何かを、ゴリとゲストが早押しクイズで当てる形式で進行。出場した「テクニちゃん」は全国共通音楽ギフト券3000円分が貰えた。
この番組は最終回を迎えた後も、『極楽とんぼのこちらササキ研究所』放送休止の緊急措置として2006年7月27日に一度だけ再放送されたことがある。

## 出演者
- ガレッジセール
- 滝井礼乃（テレビ東京アナウンサー）
- いもうと
- ほかゲスト
- 林克治（カリカ、ナレーション）

## スタッフ
- 監修 : 斉藤敏豪
- 構成 : なんざん、 池上奈々 / 藤谷弥生、西田哲也
- ブレーン : 鈴木工務店、たちばなひとなり、北本かつら
- 技術 : 穂之上秀男
- 映像調整 : 早川友也
- カメラマン : 近藤慎司
- 音声 : 大井伸司
- 照明 : 翁美希子
- 美術 : 関根恵二
- セットデザイン : 薬王寺哲朗
- 美術進行 : 小越敏彦
- タイトル : 長谷川優樹（mount）
- メイク : 山田かつら
- スタイリスト : 渡辺浩司
- VTR編集 : 木元雄大
- MA : 堀博勝
- 音効 : 八木賢二郎（サウンドエフェクト）
- 番組宣伝 : 田口亜希子（テレビ東京）
- アシスタントプロデューサー : 竹内美佳（テレビ東京）、植木栄次
- ディレクター : 森貴志、佐藤貢一、吉田昌平
- 演出 : 松本真
- プロデューサー : 大庭竹修・内田久善・加藤正敏（テレビ東京）、林正樹（吉本興業）、黒岩敏一
- チーフプロデューサー : 近藤正人（テレビ東京）
- 技術協力 : テクノマックス、テレビ東京アート、パッチワーク
- 企画協力 : ビスポ、フルタイム、BEEPS
- スタッフ協力 : エム・ファーム
- 制作協力 : 吉本興業
- 製作著作 : テレビ東京

## 放送局
| 放送対象地域   | 放送局         | 系列           | 放送日時           | 備考       |
| -------------- | -------------- | -------------- | ------------------ | ---------- |
| 関東広域圏     | テレビ東京     | テレビ東京系列 | 月曜 18:30 - 19:00 | 製作局     |
| 北海道         | テレビ北海道   | テレビ東京系列 | 月曜 18:30 - 19:00 | 同時ネット |
| 愛知県         | テレビ愛知     | テレビ東京系列 | 月曜 18:30 - 19:00 | 同時ネット |
| 大阪府         | テレビ大阪     | テレビ東京系列 | 月曜 18:30 - 19:00 | 同時ネット |
| 岡山県・香川県 | テレビせとうち | テレビ東京系列 | 月曜 18:30 - 19:00 | 同時ネット |
| 福岡県         | TVQ九州放送    | テレビ東京系列 | 月曜 18:30 - 19:00 | 同時ネット |
| 宮城県         | ミヤギテレビ   | 日本テレビ系列 | 水曜 24:20 - 24:50 | 遅れネット |
| 福島県         | テレビユー福島 | TBS系列        | 月曜 24:25 - 24:55 | 遅れネット |
| 新潟県         | 新潟総合テレビ | フジテレビ系列 | 金曜 25:25 - 25:55 | 遅れネット |
| 和歌山県       | テレビ和歌山   | 独立局         | 金曜 17:25 - 17:55 | 遅れネット |

- このほか、岐阜放送では2006年7月27日（木） 18:30 - 19:00に1度だけ単発放送された[2]。

| テレビ東京 月曜18時30分枠（本番組からスキバラ枠） | テレビ東京 月曜18時30分枠（本番組からスキバラ枠） | テレビ東京 月曜18時30分枠（本番組からスキバラ枠） |
| 前番組                                            | 番組名                                            | 次番組                                            |
| ------------------------------------------------- | ------------------------------------------------- | ------------------------------------------------- |
| うえきの法則（ここまでアニメ枠）                  | ガレッジ ワザーランド                             | エンジョイガレッジ                                |